# Mansour Sy
Pour les articles homonymes, voir Sy.
Serigne Mouhamadoul Mansour Sy Borom Daara Ji, né le 15 août 1925 à Tivaouane et mort le 9 décembre 2012 à Neuilly-sur-Seine à l'âge de 87 ans, est un religieux musulman sénégalais, ancien khalife général de la confrérie Tidjane du Sénégal.

## Histoire
Petit-fils de El Hadj Malick Sy, un des pionniers du tidjanisme au Sénégal, Mansour Sy est le fils de Seydi Ababacar Sy, qui est le deuxième fils de son grand-père, et de Sokhna Aïssatou Seck. Par sa mère, il est issu des grandes familles Lébous de la Presqu'île du Cap-Vert, actuelle région de Dakar.
Il accéda au titre de Khalife de la Tidjnanya du Sénégal le 14 septembre 1997, après le décès de Abdou Aziz Sy, son oncle, qui fut le Khalife précédent. Il siégeait à Tivaouane, la capitale religieuse des Tidjanes du Sénégal. Son surnom « Borom Daraji » vient du fait qu'il a tenu pendant de longues années le grand daara de Tivaouane fondé par son grand père Seydi Al Hajj Malick Sy. Il a aussi implanté de très nombreuses écoles coraniques dans tout le pays. Il a critiqué les caricaturistes du prophète dans son poème Tabat Yadakoum.
Il meurt dans la nuit du 8 au 9 décembre 2012 des suites d'une maladie à Neuilly-sur-Seine.